# Asplenium petrarchae
Espèce
Asplenium petrarchae ou la Doradille de Pétrarque est une espèce de petites fougères du genre Asplenium et de la famille des Aspleniaceae (Aspleniacées).

## Étymologie
Étymologiquement, asplenium vient du grec asplenon qui nommait la rate. Cette dénomination est liée aux vertus curatives qui étaient alors attribuées à cette plante. Dans Histoire des plantes, ouvrage écrit en 1557 par Rembert Dodoens, il est expliqué à propos d'un Asplenium : « ses feuilles prises avec vinaigre, par l'espace de quarante jours, guérissent la ratelle endurcie et oppilée. ».

## Origine
Bernard Girerd, auteur de Flore du département de Vaucluse, indique qu'elle a été découverte et décrite pour la première fois dans ce département « par Guérin (1773-1850), professeur de botanique à la faculté de médecine d’Avignon, en 1813, sous le nom d’Asplenium vallis-clausae ». La Fontaine de Vaucluse est donc le premier lieu où elle a été découverte. C'est Augustin Pyrame de Candolle qui, en 1815, la rebaptisa Asplenium petrarchae.

## Habitat et répartition

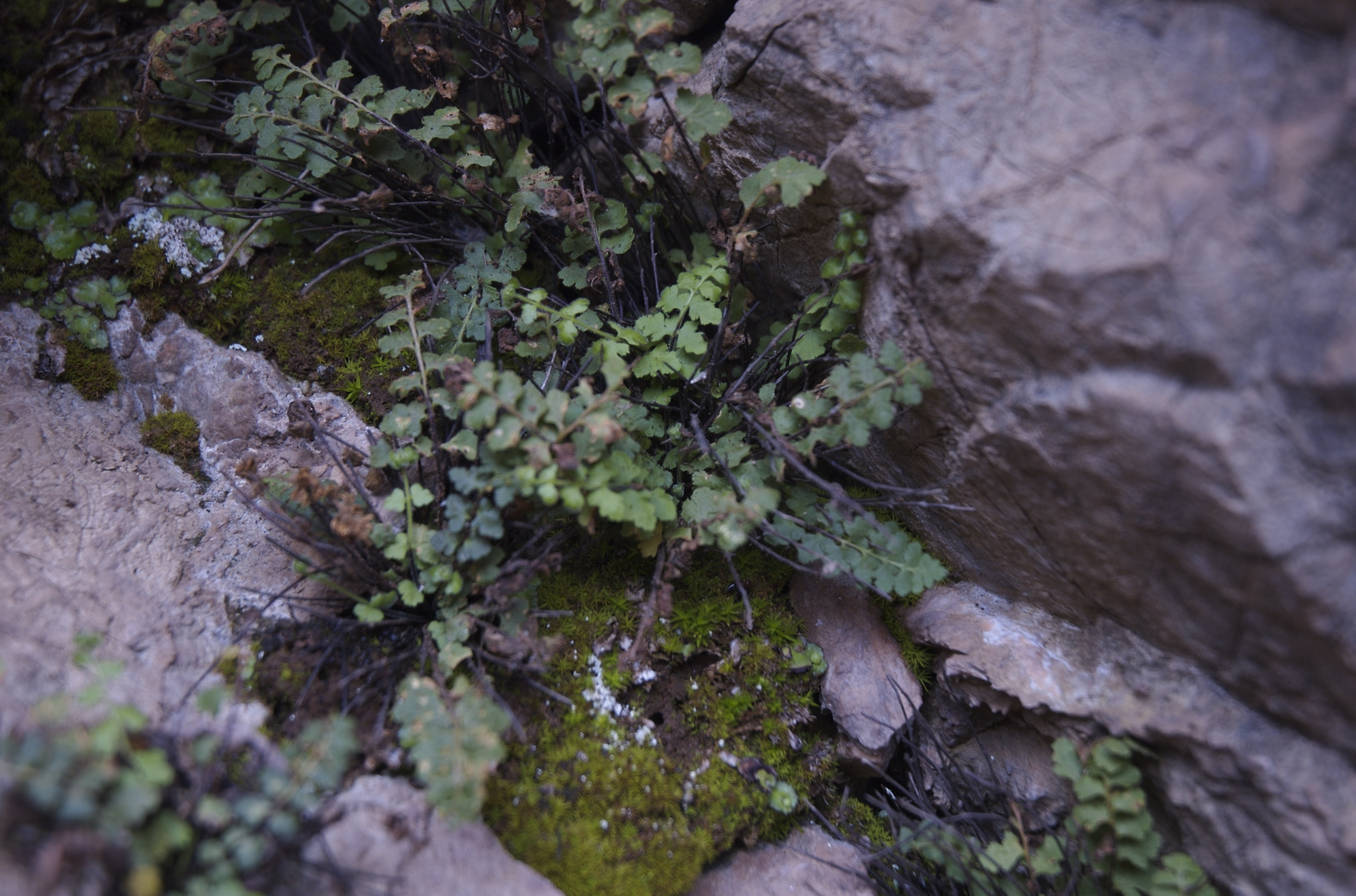
Asplenium petrarchae au Maroc

Cette fougère se trouve dans tout le bassin méditerranéen. Elle pousse entre les pierres des restanques et dans les crevasses des rochers calcaires où elle préfère les sols humides et une exposition semi-ombragée. Son substrat doit être limono-graveleux et relativement riche.
Dans le Vaucluse, outre Fontaine de Vaucluse son lieu d'identification dans les Monts de Vaucluse, elle a été observée dans le massif des Dentelles de Montmirail (falaise de la Salle à Lafare), le petit Luberon (Mérindol), le grand Luberon (Lourmarin) et le massif du Saint-Sépulcre (Mirabeau). On la retrouve dans les départements voisins : Ardèche, Alpes-de-Haute-Provence, Hautes-Alpes, etc..

## Caractéristiques
Bernard Girerd, dans son étude de 1991, décrit cette petite fougère, qui caractérise les groupements méditerranéens chauds, comme une plante vivace à limbes couverts de poils glanduleux. Elle présente des feuilles imparipennées et basales qui ont une longueur comprise entre 5 et 14 centimètres. Les folioles sont ovales et pétiolées avec un bord crénelé. Son pétiole inférieure a la feuille allant du brun foncé au brillant. Ses spores se situent le long de la ligne centrale de la penne. Cette plante sporule presque toute l'année.
Elle aime la lumière et supporte le soleil dans les premières heures et les dernières heures de la journée. Elle déteste la pluie directement sur ses frondes, préférant l'humidité qui vient de ses racines dans le sol trempé par des infiltrations d'eau de pluie. Elle supporte la sécheresse et se déshydrate à l'approche de l'été. Les premières pluies de l'automne vont réhydrater les feuilles séchées et elle redevient très vite verte. Cette fougère peut atteindre une hauteur de 5 à 12 centimètres.

## Protection
Asplenium petrarchae connue aussi sous le nom de Doradille de Pétrarque est une espèce protégée en PACA. 
Art. 2. – « Afin de prévenir la disparition d’espèces végétales menacées et de permettre la conservation des biotopes correspondants, sont interdits, en tout temps, sur le territoire du département des Alpes-de-Haute-Provence, la destruction, la coupe, la mutilation, l’arrachage, la cueillette ou l’enlèvement, le colportage, l’utilisation, la mise en vente, la vente ou l’achat de tout ou partie des spécimens sauvages des espèces ci-après énumérées. Toutefois, les interdictions de destruction, de coupe, de mutilation et d’arrachage ne sont pas applicables aux opérations d’exploitation courante des fonds ruraux sur les parcelles habituellement cultivées. ». 

## Espèces connexes et similaires

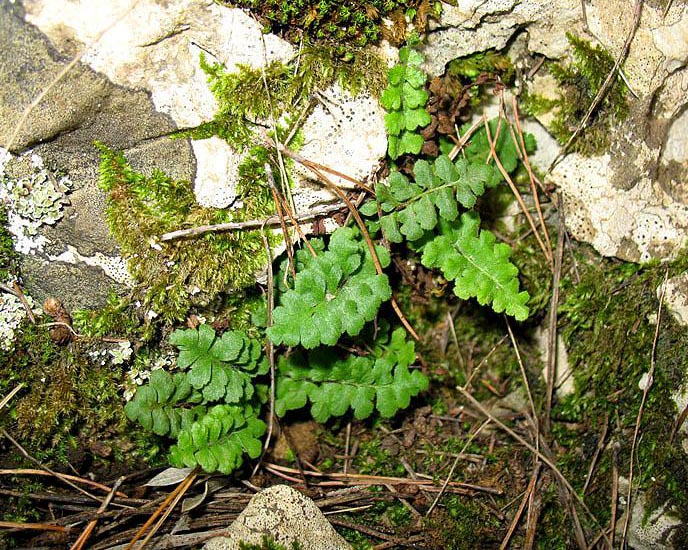
Asplenium petrarchae ou Doradille de Pétrarque

Elle a deux sous-espèces : une diploïde, qui est en fait la fougère originelle, Asplenium petrarchae subsp. bivalens avec un nombre de chromosomes de 2n = 72 et une autotétraploïde par doublement spontané de leur génome, Asplenium petrarchae subsp. petrarchae, beaucoup plus abondante que la sous-espèce bivalens. Sa dotation génomique est 2n = 144 chromosomes,.

## Synonymes
Appelée communément Doradille de Pétrarque, cette fougère est aussi dénommée Asplénium glanduleux (Asplenium glandulosoides Á. Löve & D. Löve, Asplenium glandulosum subsp. bivalens D.E. Mey, Asplenium glandulosum Loisel.), Asplénium de Pétrarque (Asplenium petrarchae subsp. bivalens (D.E. Mey.) Lovis & Reichst, Asplenium petrarchae subsp. petrarchae (Guérin) DC. in Lam. & DC.) ; ainsi que Asplenium pilosum Guss, Polypodium petrarchae Guérin et Trichomanes glandulosum.

## Liste des sous-espèces
Selon Catalogue of Life (17 novembre 2013) :
- sous-espèce Asplenium petrarchae subsp. diazii Fern.Areces & Pérez Carro
- sous-espèce Asplenium petrarchae subsp. majoricum (Litard.) O. Bolós & Vigo
- sous-espèce Asplenium petrarchae subsp. petrarchae

Selon NCBI (17 novembre 2013) :
- sous-espèce Asplenium petrarchae subsp. bivalens

Selon Tropicos (17 novembre 2013) (Attention liste brute contenant possiblement des synonymes) :
- sous-espèce Asplenium petrarchae subsp. bivalens Lovis & Reichst.
- sous-espèce Asplenium petrarchae subsp. diazii Fernandez & Perez
- sous-espèce Asplenium petrarchae subsp. petrarchae